# Jestřábí vrch
Jestřábí vrch (385 m n. m.) je vrch v okrese Česká Lípa, v CHKO Kokořínsko, ležící asi 0,5 km severozápadně od vesnice Kruh, na příslušném katastrálním území.

## Popis vrchu

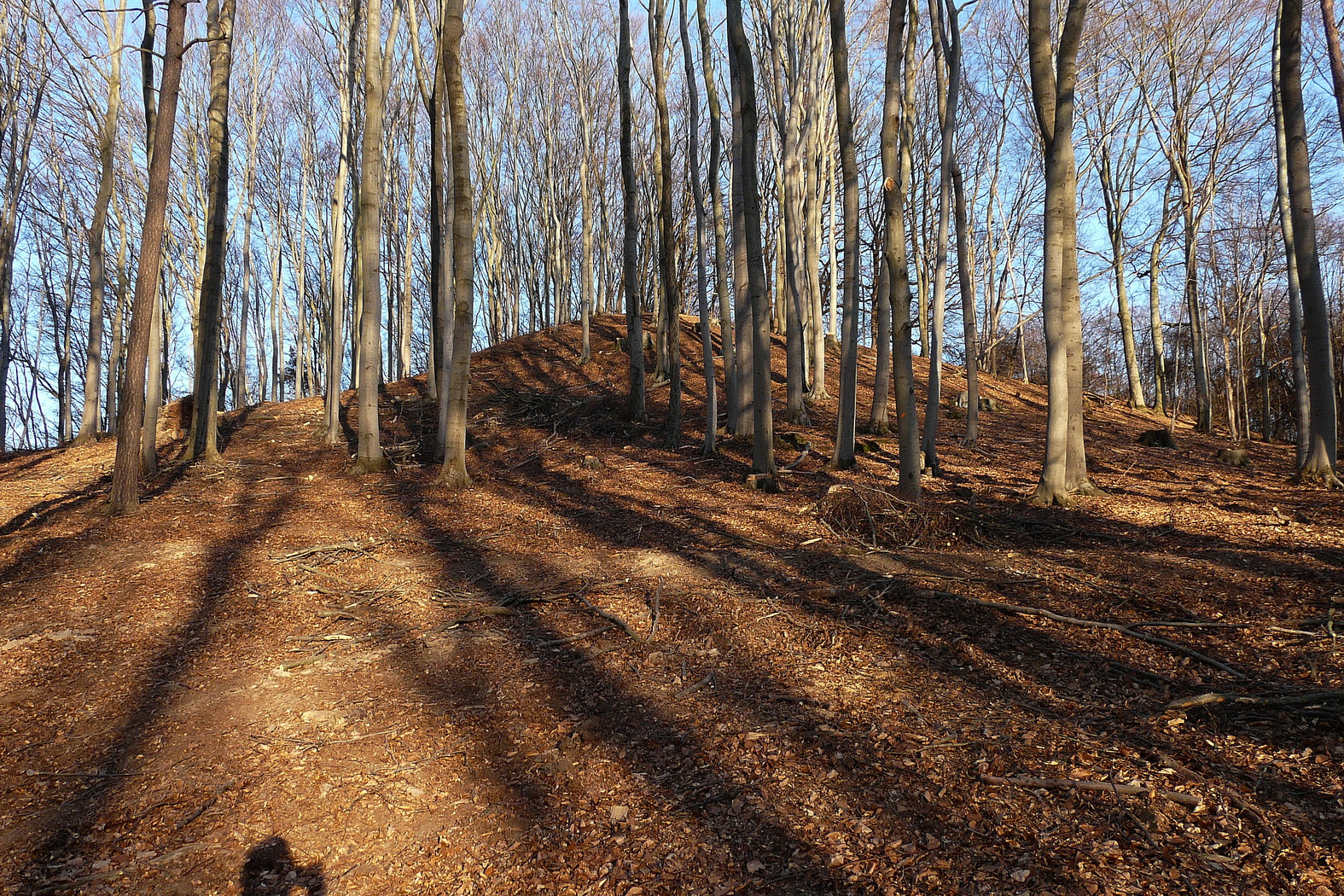
Vrchol Jestřábího vrchu

Je to výrazný krátký nesouměrný hřbet směru SZ–JV (vrchol a příkřejší svahy na SZ), budovaný křemennými pískovci křídového stáří s pronikem foiditu (čedič). Ze severní a východní strany je vrch izolován údolím (počátek Žďárského dolu), místy lemovaným pískovcovými skalkami. Vrch je převážně zalesněn bukem, smrkem, borovicí, břízou aj. Na jižním svahu je opuštěný kamenolom. Poblíž něho na lučinatém svahu je výhled na Vrátenskou horu.

## Geomorfologické zařazení
Vrch náleží do celku Ralská pahorkatina, podcelku Dokeská pahorkatina, okrsku Polomené hory, podokrsku Housecká vrchovina a Bezdědické části.

## Přístup
Vrch leží při silnici Luka – Ždírec a křižovatky do Žďáru a Kruhu. Na vrch nevede žádná oficiální cesta. Nejpohodlnější pěší přístup je od Kruhu. Kruhem vede červená turistická stezka Žďár – Houska.